# Скомаровський Володимир Володимирович
Володи́мир Володи́мирович Скомаро́вський (нар. 25 червня 1958, Самгородок, Козятинський район, Вінницька область) — український політик.
З квітня 2002 по березень 2005 — Народний депутат України 4-го скликання, обраний за списками Виборчого Блоку В. Ющенка «Наша Україна».
Народився у с. Самгородок Козятинського району Вінницької області 25 червня 1958 року, громадянин України. Освіта вища. У 1979 році вступив до Вінницького політехнічного інституту, який закінчив у 1985 році за спеціальністю «Радіотехніка», присвоєно кваліфікацію «радіоінженер».
У 1985—1988 роках навчався в аспірантурі Вінницького політехнічного інституту. 1997 року захистив дисертацію. Отримав науковий ступінь «Кандидат економічних наук».
Трудова діяльність:
1976—1977 роки — учень слюсаря-складальника радіоапаратури на Вінницькому заводі радіотехнічної апаратури.
1977—1979 роки — служба у лавах Радянської армії (прикордонні війська).
1979—1981 роки — регулювальник радіоапаратури на Вінницькому заводі радіотехнічної апаратури.
1981—1992 роки — радіомеханік, інженер-технолог, начальник цеху ВОПО «Побутрадіотехніка».
1992—1995 роки — директор Вінницького державного підприємства «Електрон-сервіс».
1995—2002 роки — генеральний директор приватного підприємства "Компанія «Владімір».
2002—2005 р. — Народний депутат України від блоку Віктора Ющенка «Наша Україна», голова підкомітету з питань зовнішньоекономічної діяльності та митного законодавства Комітету з питань економічної політики.
березень 2005 — 8 вересня 2005 року — Голова Державної митної служби України.
Громадська діяльність: У 2004 році — керівник Вінницького регіонального штабу кандидата в Президенти України Віктора Ющенка.
2005 року — член Народного Союзу «Наша Україна».
З 04. 2006 року — депутат Вінницької обласної ради, член фракції «Наша Україна» у Вінницькій обласній раді, заступник голови Бюджетної комісії.
З 07.2006 року — Голова Президії Інформаційно-аналітичного центру «На перехресті».
Одружений, дружина — Скомаровська Аліна Анатоліївна, 04.07.1967 р. н., донька — Скомаровська Олена Володимирівна, 29.02.1980 р. н., син — Скомаровський Володимир Володимирович, 17.12.1991 р. н., син — Скомаровський Владислав Володимирович, 24.07.2000 р. н., син — Скомаровський Святослав Володимирович, 15.08.2006 р. н.
Проживає в Україні з народження.
Незаконно притягувався до кримінальної відповідальності (рішення Апеляційного суду Вінницької області від 08 грудня 2005 року), судимий не був.